# Ballonsport

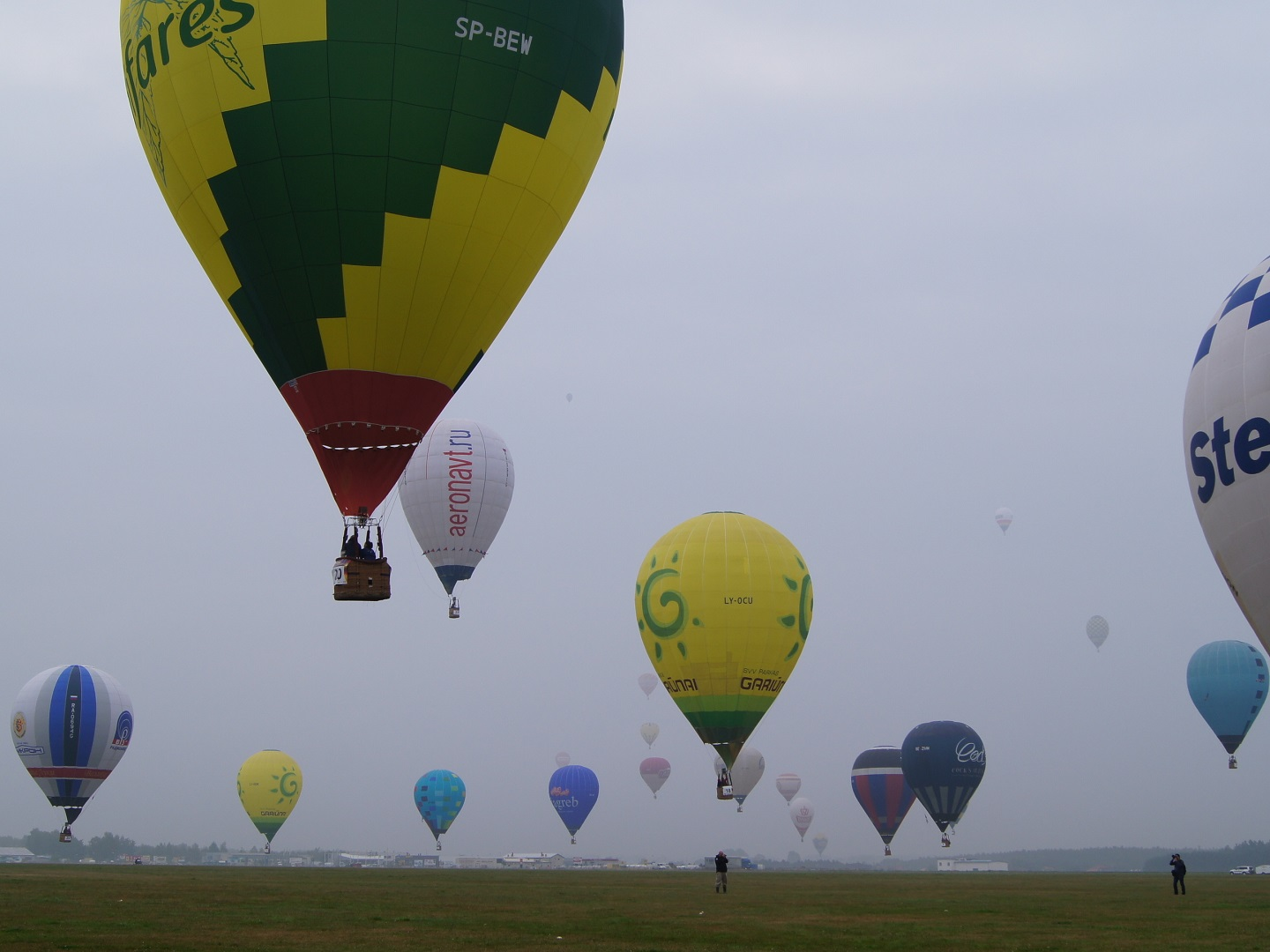
FAI-WM, Leszno 2014

Ballonsport ist eine Sparte des Luftsports und bezeichnet alle Arten von sportlichen Aktivitäten, die mit Luftfahrzeugen „leichter als Luft“ ausgeführt werden. Dazu gehören Gasballone, Heißluftballone und Heißluft-Luftschiffe. Für die Ausrichtung internationaler Wettbewerbe, wie Welt- und Europameisterschaften, ist die Commission Internationale d’Aérostation (CIA) des Weltluftsportverbands FAI aufsichtsführend.

## Geschichte

Gordon-Bennett-Cup (St. Louis, 1907)

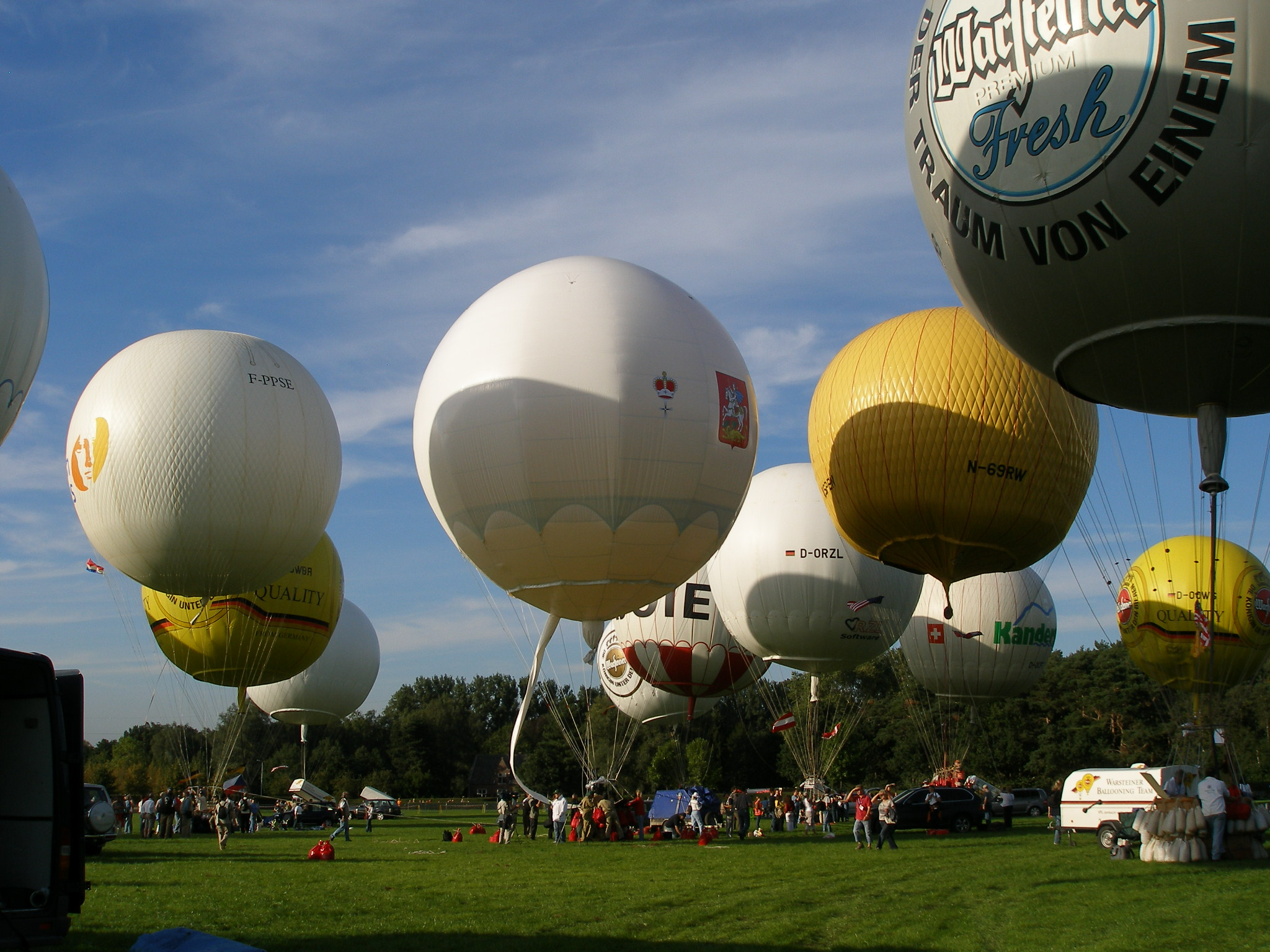
Gordon-Bennett-Cup (Waasmunster, 2006)

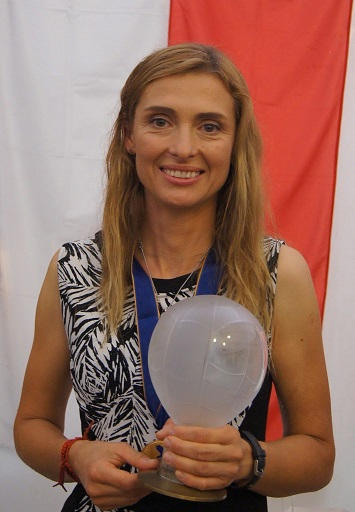
Damen-Europameisterin Beata Choma (Leszno, 2017)

Der Luftsportverband Fédération Aéronautique Internationale (FAI) wurde am 14. Oktober 1905 gegründet. Elf Monate später regte der amerikanische Verleger James Gordon Bennett junior einen Wettbewerb für Gasballone an, bei dem Sieger wurde, der die größte Entfernung zum Startpunkt erreichte. Erster Gewinner war der US-Amerikaner Frank Lahm, der von Paris 640 Kilometer bis zur Nordostküste Englands fuhr.
Hundert Jahre später wurde der Gordon-Bennett-Cup (Coupe Aéronautique Gordon Bennett) zum 50. Male ausgetragen. Sieger wurden die Belgier Philippe de Cock und Ronny van Havere. Der Wettbewerb ist die älteste internationale Ballonsportveranstaltung und wurde 2017 zum 61. Male ausgetragen. 1995 stellten die Deutschen Wilhelm Eimers und Bernd Landsmann einen Stundenrekord mit einer Fahrt von Wil in der Schweiz bis nach Riga in Lettland auf. Sie landeten dort nach einer Ballonfahrt von 92:11 Stunden und 1628,1 Kilometern. 2005 erzielten die Belgier Bob Berben und Benoît Siméons in den USA einen Streckenrekord von 3400,39 Kilometern nach einer Fahrt von 65:20 Stunden.
Die Weltmeisterschaft der Gasballone wird seit 1976 unregelmäßig ausgetragen. Austragungsort der jeweils nächsten Weltmeisterschaft ist das Land des Siegers.
Seit 1973 werden Weltmeisterschaften mit Heißluftballonen ausgetragen. Erster Veranstaltungsort war Albuquerque in New Mexico. Die 23. Auflage wird 2018 in Österreich stattfinden. Amtierender Weltmeister ist gegenwärtig der US-Amerikaner Rhett Heartsill (Saga (Japan), 2016). Sein Landsmann David Levin (1948–2017) ist der einzige „triple crown“ Pilot, der sowohl 1985 Weltmeister im Heißluft- als auch 1992 im Gasballon wurde und 1992 zudem das berühmte Gordon-Bennett-Rennen gewann.
Nach einer Serie von zweitrangigen FAI-Damen-Weltcups wurde 2010 erstmals eine FAI-Europameisterschaft in Alytus (Litauen) und 2014 eine FAI-Weltmeisterschaft in Leszno (Polen) ausgetragen. Welt- und Europameisterinnen sind gegenwärtig die Polinnen Daria Dudkiewicz-Golawska (Nałęczów, 2018) und Beata Choma (Leszno, 2017).
Der Schweizer Stefan Zeberli führt gegenwärtig die Weltrangliste an, zweitplatzierter ist der deutsche David Strasmann. Darüber hinaus gehören zu den erfolgreichen deutschen Ballonsportlern Sven Göhler, Uwe Schneider, Dolores Deimling und Sylvia Meinl.

## Praxis

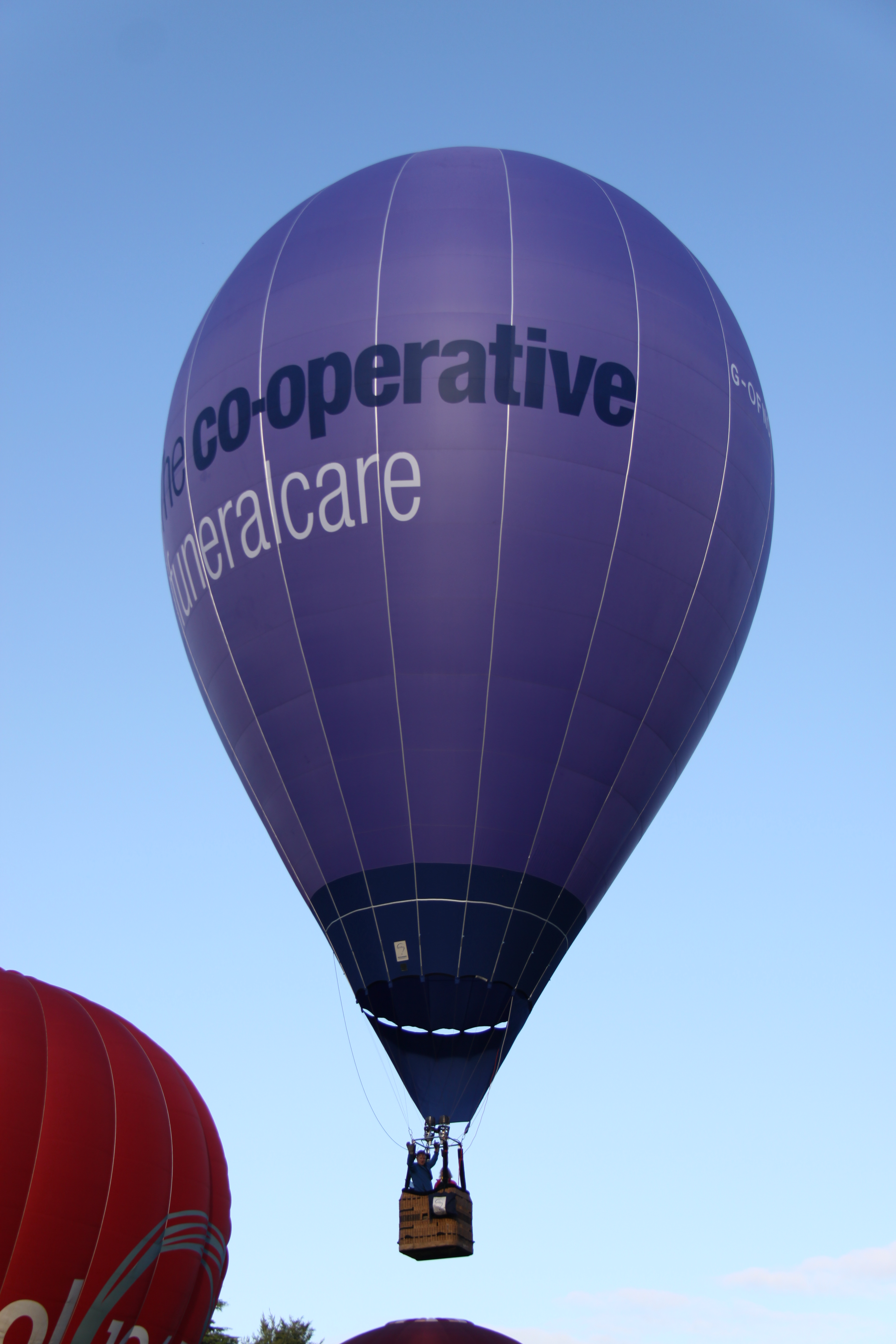
Wettbewerbsballon (Racer)

Ballonsportveranstaltungen sind meist mehrtägige Wettbewerbe. Da Heißluftballone empfindlich auf Thermik reagieren, werden die Fahrten in der sommerlichen Jahreshälfte in den ersten Stunden nach Sonnenaufgang und in den letzten Stunden vor Sonnenuntergang angesetzt. Früher einsetzende Thermik oder das vorzeitige Aufziehen einer Unwetterfront kann zu Fahrtabbrüchen führen.
Da die Aufgaben erst kurze Zeit vor der Wettbewerbsfahrt feststehen, können diese den Zuschauern nicht vorher angekündigt werden. Meisterschaften werden deshalb meist von einer Fiesta begleitet, die näher am Zuschauer stattfinden. Ein abendliches Ballonglühen gehört zu jeder Veranstaltung. Auch Großevents wie Montgolfiaden können mit Wettbewerben verbunden sein.
Als Wettbewerbsballone bzw. Racer werden Ballone von 1600 bis 2600 m³ bezeichnet. Sie sind damit kleiner als übliche Ballone, mit denen man auch an Wettbewerben teilnehmen kann. Racer sind zudem sehr viel schlanker und können damit sehr viel schneller steigen oder sinken, ohne dass ein bremsender (Fallschirm-) Effekt durch die Hülle entsteht. Es können jedoch auch herkömmliche Ballone teilnehmen.
Vor Wettbewerben findet ein allgemeines Briefing statt, in dem die Regularien, Kommunikationsmittel, Wetterlage, Sicherheitsbestimmungen und Einschränkungen, wie Flugverbotszonen und -bereiche (z. B. Flughäfen, Chemiewerke, Autobahnen und Hochspannungsleitungen) vorgestellt und besprochen werden.
Vor jeder Wettbewerbsfahrt findet ein Briefing statt, in dem die Aufgaben gestellt und die aktuellen Wetterverhältnisse bekannt gemacht werden. Bei wechselnden Wetterverhältnissen können in Field-Briefings bis zur Freigabe des Starts Änderungen, wie aktuelle Windverhältnisse oder beispielsweise Streichungen von Aufgaben, bekannt gegeben werden.
Jeder Wettbewerb erfordert eine größere Zahl von Freiwilligen. Neben der Wettbewerbsleitung sind das zwei Meteorologen, ein Büro für die Auswertung und Vervielfältigung der Aufgaben und Ergebnisse. Hinzu kommen Target Teams, die Zielkreuze auslegen und die abgeworfenen Marker ausmessen. Dazu kommen Ordner bei der Gasbetankung und bei Starts nah am Zuschauer. Eine unabhängige Jury kontrolliert die Einhaltung der Regularien und behandelt Einsprüche der Teilnehmer.

### Wettbewerbsaufgaben

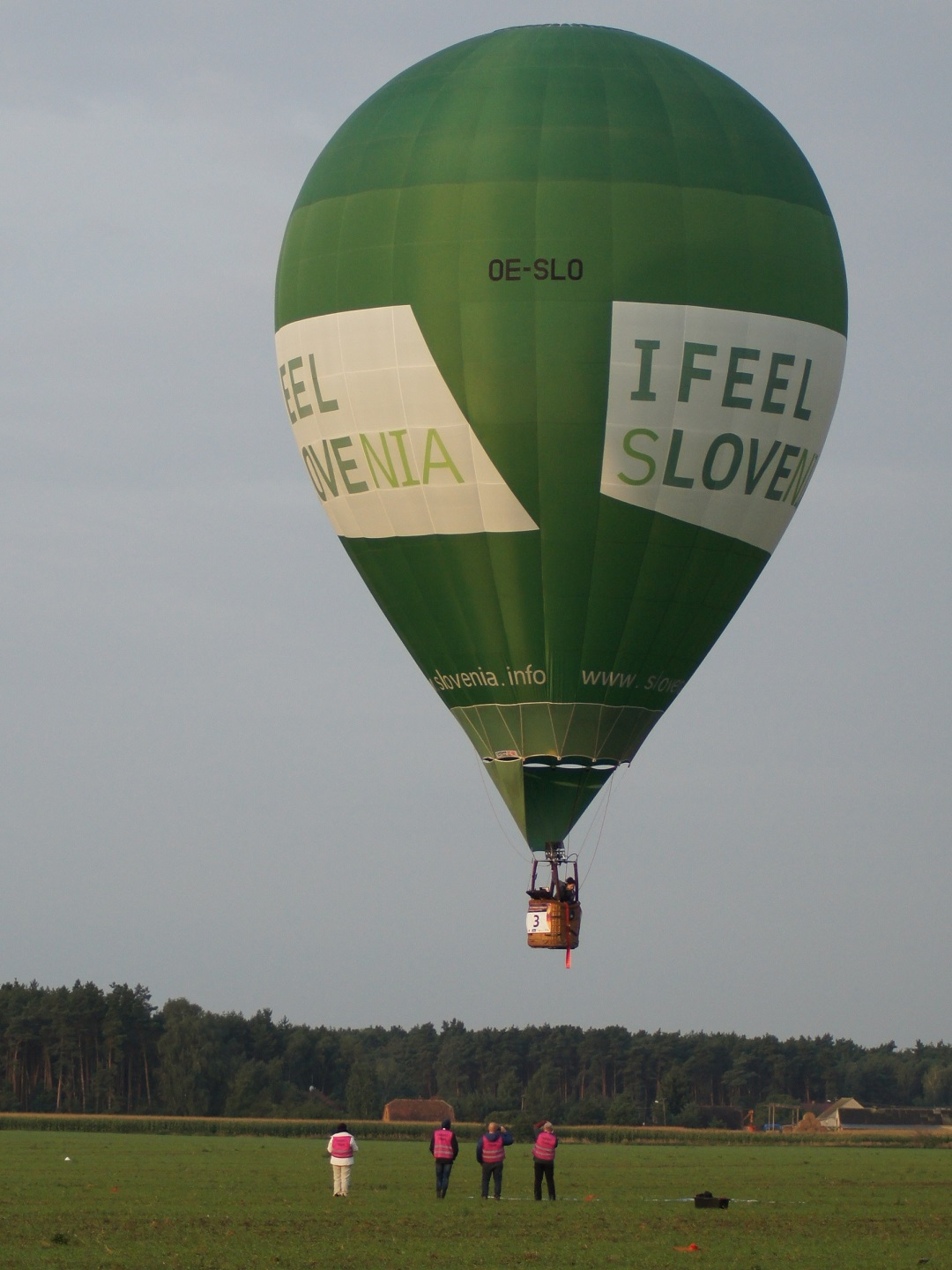
Elisabeth Kindermann steuert 1000 Punkte an, die Marker sind rot; am Boden das Target-Team

Bei den Wettbewerben werden mehrere Ballonfahrten durchgeführt, bei internationalen Wettbewerben müssen mindestens zwei Fahrten durchgeführt werden, um als Meisterschaft zu zählen. Bei jeder Fahrt muss eine Reihe von Aufgaben bestmöglich gelöst werden. Der jeweilige Startplatz ist entweder vorgegeben oder kann vom Piloten in einem gewissen Rahmen frei gewählt werden.
Bei vielen Aufgaben kommt es darauf an, mit einem einseitig beschwertem Markierungsstreifen (Marker) das Zielkreuz zu treffen. Das Ziel wurde entweder vor der Fahrt festgelegt oder wird vom Piloten selbst vor oder während der Fahrt in definierten Zeitfenstern bestimmt. Andere Aufgaben betreffen Weit- oder Langsamfahrten in bestimmten Zeitabschnitten. Durch die GPS-Navigation und Aufzeichnung ist es heute möglich zwei- oder drei-dimensionale Aufgaben zu stellen und auszuwerten. Dazu gehört beispielsweise das Fahren eines Winkels durch das Ausnutzen der Luftströmung in unterschiedlichen Höhen.
Bei der Fuchsjagd startet ein Ballon mit einem Zeitvorsprung und legt am Landeort ein Zielkreuz aus. Die verfolgenden Ballonfahrer versuchen dort ihre Marker möglichst nah zu platzieren. Die Reihenfolge aller Aufgaben kann vorgegeben sein oder wird vom Piloten im Rahmen seiner Taktik selbst bestimmt. Die meisten Ballonfahrer führen heute Laptops für ihre taktische Fahrtplanung mit.

### Dokumentation und Auswertung

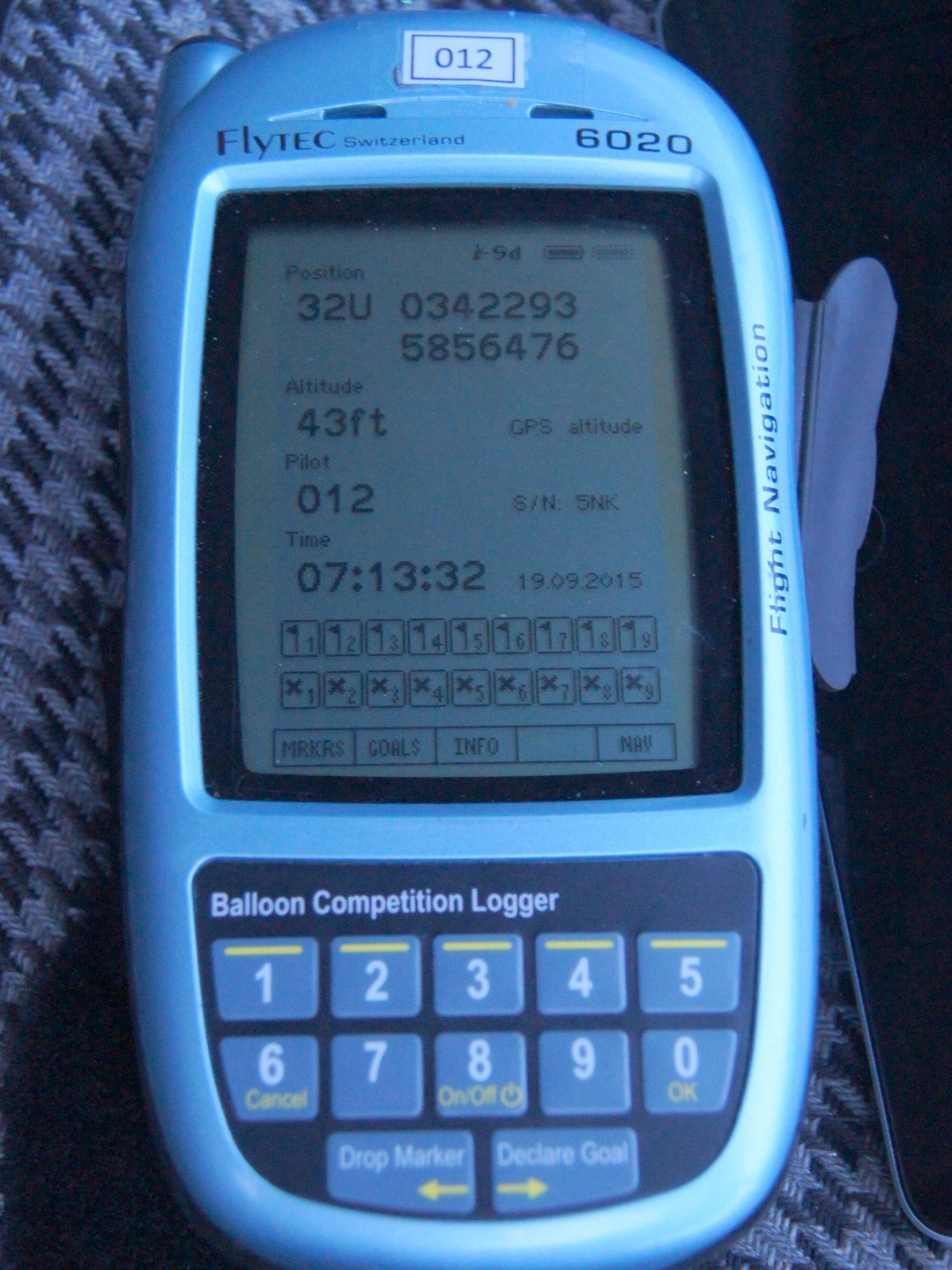
Wettbewerbslogger

Früher wurden Wettbewerbsfahrten von Sportzeugen („Observer“) im Ballonkorb begleitet. Jedem Piloten wurde pro Fahrt ein Sportzeuge zugeteilt. Diese beobachteten, ob während der Fahrt alles gemäß den Wettbewerbsregeln abgelaufen war.
Heute werden Wettbewerbsfahrten von Loggern überwacht. Die FAI-Logger sind kalibriert und erlauben neben der Dokumentation von Strecke, Höhe und Dauer der Wettbewerbsfahrt die Dokumentation und Deklaration von Zielpunkten. So kann der Wettbewerbspilot das Erreichen eines virtuellen Ziels in einer festgesetzten Höhe über dem Boden dokumentieren, eigene Ziele während der Fahrt deklarieren oder dreidimensionale Aufgaben, wie die Fahrt eines Teilkreises (“Donut”) dokumentieren. Fährt er beispielsweise in größerem Abstand an einem ausgelegten Zielkreuz vorbei, kann er am Logger seinen Abstand durch einen elektronischen Marker dokumentieren.
Die Daten der Logger werden nach den einzelnen Fahrten ausgelesen und ausgewertet. Der oder die Piloten, die eine Aufgabe am besten erfüllt haben, bekommen jeweils 1000 Punkte. Je nach Abstand der folgenden Ballonfahrer werden die weiteren Punkte errechnet, so gibt es auch bei Nichterfüllung einer Aufgabe Punkte. Für Frühstarts, Bodenberührung oder Verletzung von Sicherheitsbestimmungen kann es Strafpunkte geben.

## Extremsport und Rekorde

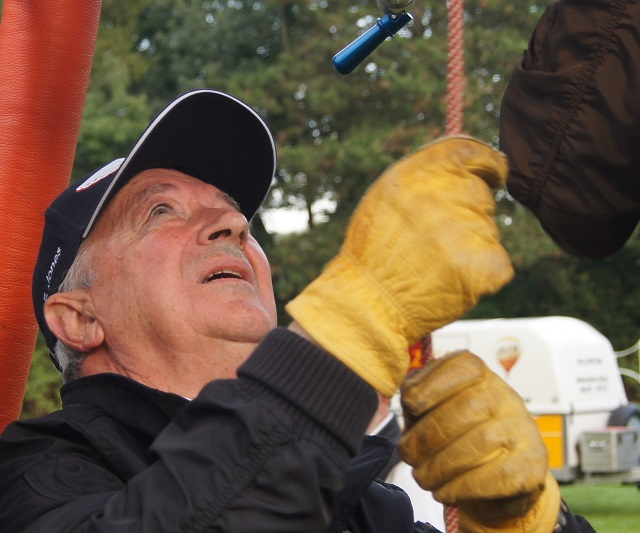
Rekordpilot Brian Jones (2012)

Bertrand Piccard gewann 1992 mit Wim Verstraeten die Chrysler Challenge, den ersten transatlantischen Ballonwettbewerb von den USA über den Atlantik. Das Team landete nach fünf Tagen und 5000 Kilometern in Spanien.
Nach zwei vorzeitig abgebrochenen Versuchen (1997 und 1998) gelang Piccard mit Brian Jones 1999 die erste Weltumrundung ohne Zwischenlandung. Am 21. März landeten sie nach 45.755 Kilometern Fahrt, für die sie 19 Tage, 21 Stunden und 47 Minuten benötigten.
Schnellere und Allein-Fahrten um die Welt unternahmen Steve Fossett in 13 Tagen und 8,3 Stunden (2002) und Fjodor Konjuchow (2016) in 11 Tagen und 5,5 Stunden, beide starteten bei Perth, Australien und mussten so nur etwa 33.000 Kilometer zurücklegen. Diese Weltumrundungen wurden mit Ballonen des Typs Rozière unternommen, der eine Kombination von Heißluft- und Gasballon darstellt.
Die FAI führt Weltrekorde für jede Ballonklasse auf, gegenwärtig sind 1174 Rekorde registriert (Stand: 31. März 2018).